# Theo Effenberger
Theo Effenberger, auch Theodor Effenberger (* 21. August 1882 in Breslau; † 6. März 1968 in Berlin) war ein deutscher Architekt und Hochschullehrer.

## Leben
Theo Effenberger besuchte die Baugewerkschule Breslau und studierte an der Technischen Hochschule Darmstadt bei Karl Hofmann, Friedrich Pützer und Georg Wickop; danach arbeitete er in Baubüros in Magdeburg, Altona und Augsburg. 1910 war er Mitbegründer des Schlesischen Bundes für Heimatschutz. Seit 1911 war er Mitglied des Künstlerbundes Schlesien; hierdurch stand er in enger Verbindung zu den reformorientierten schlesischen Künstlerkreisen und zur Breslauer Avantgarde (Max Berg, Hans Poelzig, Hans Scharoun, Adolf Rading u. a.). 1913 nahm er an der Breslauer Jahrhundertausstellung teil.
Als Privatarchitekt war er seit 1907 vor allem im Bereich des bürgerlichen Einfamilienhauses (insbesondere im ländlichen und kleinstädtischem Kontext), nach dem Ersten Weltkrieg im städtischen sozialen Wohnungsbau tätig, bei letzterem als bevorzugter Architekt der 1919 gegründeten Siedlungsgesellschaft Breslau AG. 1929 beteiligte er sich an der Organisation der Breslauer Werkbundausstellung „Wohnung und Werkraum“ mit vier Einfamilienhäusern der sogenannten Versuchssiedlung, teilweise ausgestattet mit eigenen Möbelentwürfen.
Nach dem Scheitern einer Berufung an die Technische Hochschule Breslau im Oktober 1933 betätigte er sich seit 1934 als Zeichenlehrer an der Staatlichen Kunstschule Berlin; nach 1945 wurde er Lehrbeauftragter für Architektur an der daraus hervorgegangenen Hochschule für bildende Künste Berlin, ab 1950 wurde er dort ordentlicher Professor.
1947–1949 war er Mitarbeiter im Institut für Bauwesen unter Hans Scharoun, zusammen mit Max Taut war er Leiter der Abteilung Wohnungswesen.
Theo Effenberger starb 1968 im Alter von 85 Jahren in Berlin und wurde auf dem Waldfriedhof Zehlendorf beigesetzt. Das Grab ist nicht erhalten.

## Bauten und Entwürfe

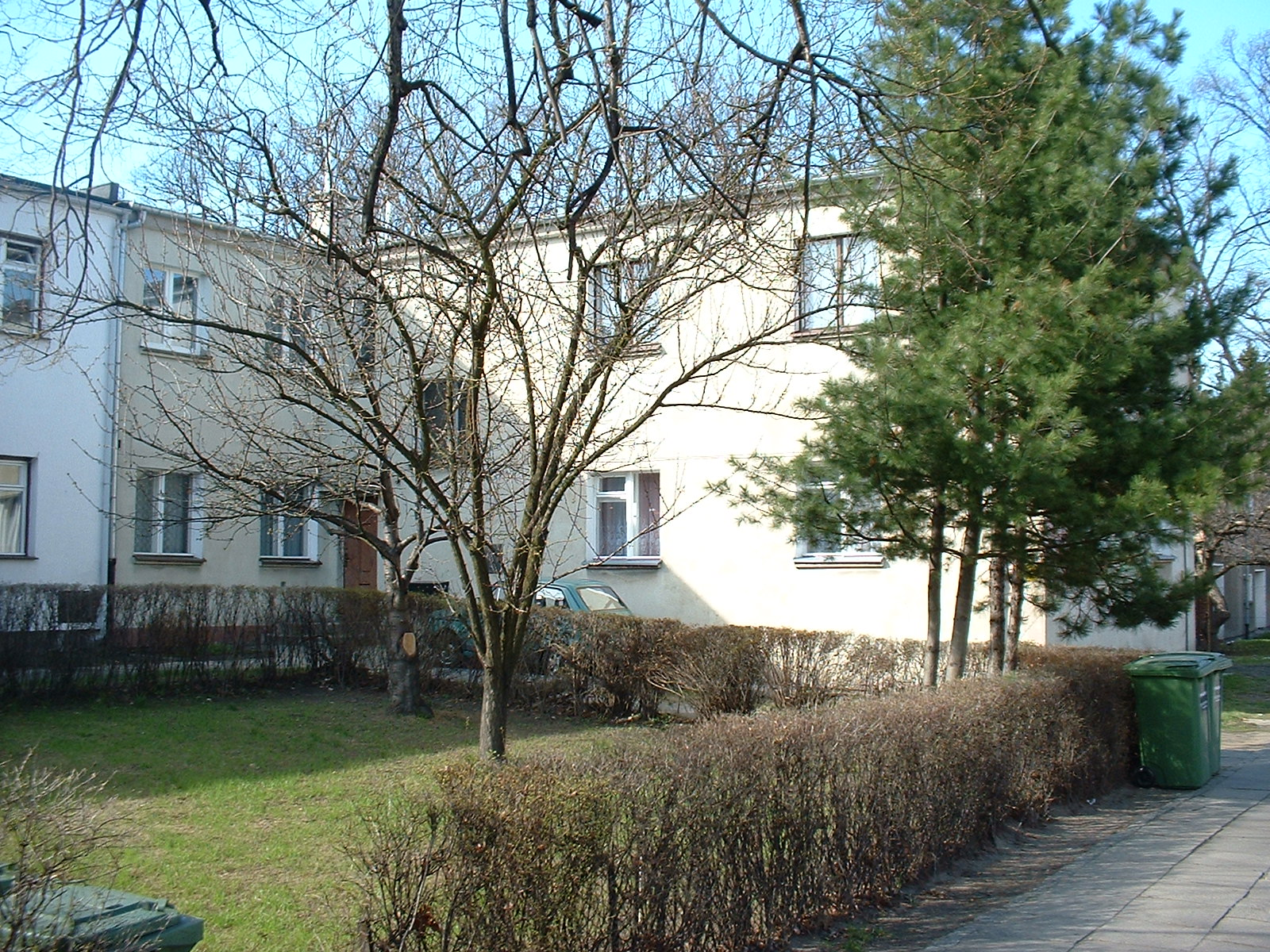
Th. Effenberger: Reihenhäuser auf der WUWA Ausstellung

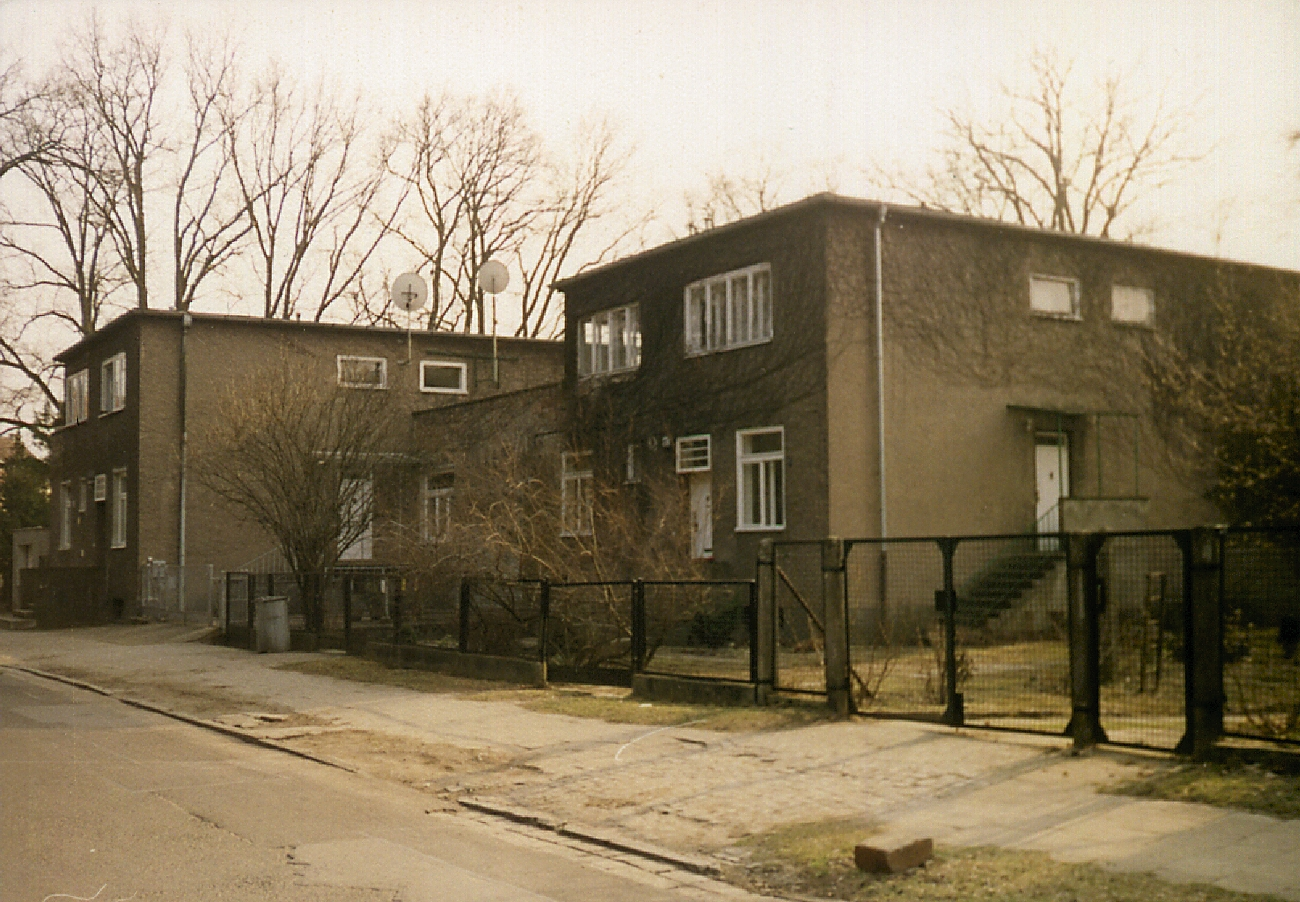
Haus auf der WUWA Ausstellung

- 1905: Wettbewerbsentwurf für das Vereinsheim der Schlesischen Gesellschaft für vaterländische Kultur in Breslau (Ankauf, nicht ausgeführt)[2]
- 1909: 'Sommerhaus im Riesengebirge' in Finkenkrug, Schillerplatz[3]
- 1913: Ausstellungspavillon Belvedere für die Jahrhundert-Ausstellung in Breslau
- 1919: Landhaus für Dr. Kontny in Obernigk[4]
- 1919–1928: Gesamtplanung der Siedlung Pöpelwitz in Breslau-Pöpelwitz (heute Popowice) (Ausführung unter Beteiligung der Architekten Hans Thomas, Richard Gaze, Ludwig Moshamer, Theodor Pluschka; während der Belagerung Breslaus 1945 zerstört)[4][5]
- 1923: Mehrfamilienwohnhaus in Breslau, Piastenstraße[4]
- 1924: OLEX-Tankstelle in Breslau[4]
- 1926/1927, 1927/1928: Wohnanlagen an der Sternstraße in Breslau
- 1927: Zollbeamten-Siedlung des Landesfinanzamtes in Buchenau (Oberschlesien)
- 1928: Wettbewerbsentwurf für das Warenhaus Wertheim in Breslau (nicht realisiert)
- 1929: Wettbewerbsentwurf für das Sparkassengebäude am Ring in Breslau (nicht realisiert)
- 1928–1929: Einfamiliendoppelhaus Nr. 26/27 in der Werkbundsiedlung in Breslau-Grüneiche
- 1928–1930: Siedlung Hundsfeld (gemeinsam mit Hans Thomas)
- vor 1930: Konditorei Vogel in Breslau[6]
- 1949/1950: Typenentwürfe am Institut für Bauwesen (gemeinsam mit Otto Haesler)